# Lenguas idomoides
Las lenguas idomoides se hablan en Nigeria central. El idoma es la lengua más importante del grupo y una lengua oficial hablada por cerca de un millón de personas, mientras que el igede es hablado por unas 250 mil personas.

## Clasificación
La clasificación más aceptada de las lenguas idomoides lo vincula con las lenguas nupoides y el idioma oko con el que formaría la subrama nupoide-oko-idomoide (NOI) de las rama Níger-Volta de las lenguas Níger-Congo. Internamente las lenguas idomoides se dividen en dos subgrupos:
- Yace (Akpa)
- Etulo-Idoma
  - Etulo
  - Idoma, Igede, Agatu, Alago, Yala.

Ethnologue también incluye dentro de este grupo al eloyi, aunque esta clasificación está desfasada (trabajos más recientes sitúan en eloyi dentro de las lenguas de la Meseta de Nigeria central). Ethnologue también denomina  "akweya" a la rama "etlulo-idoma", a pesar de que el yace también fue denominado así por algunos autores.

## Comparación léxica
Los numerales para diferentes lenguas idomoides son:
| GLOSA | Idoma | Igede     | Agatu | Alago | PROTO- IDOMOIDE |
| ----- | ----- | --------- | ----- | ----- | --------------- |
| '1'   | éyè   | ôːk͡pók͡póh | ɔ́yè   | óye   | *ɔ́hɛ̀            |
| '2'   | ɛ́pà   | îmîːyèh   | ɛ̀pà   | èpà   | *ɛ̀-pà           |
| '3'   | ɛ́tá   | ītā       | ɛ̀tá   | èta   | *ɛ̀-tā           |
| '4'   | ɛ́hɛ́   | īnêh      | ɛ́nɛ̀   | ènɛ̀   | *ɛ̀-nɛ̀           |
| '5'   | ɛ́hɔ   | īrʊ̄       | ɛ̀hɔ́   | ɛ̀hɔ   | *ɛ̀-rūɔ̄          |
| '6'   | ɛ́hili | īrʷɔ̀nyɛ̀   | ɛ̀hílí | ìhirì | *ɛ̀rīìɲī         |
| '7'   | àhàpà | īrùyèh    | àhápà | àhapà | *àhá-pà         |
| '8'   | àhàtá | īnêkúh    | àhàtá | àhatá | *àhà-tā         |
| '9'   | àhánɛ́ | ìhíkítʃú  | àhànè | àhánɛ̀ | *àha-nɛ̀         |
| '10'  | igwó  | īwō       | ìgwó  | ìɡʷó  | *ìgwó           |